# The Stolen Face
The Stolen Face è un cortometraggio muto del 1913 diretto da  Oscar Eagle.

## Produzione
Il film fu prodotto dalla Selig Polyscope Company.

## Distribuzione
Distribuito dalla General Film Company, il film - un cortometraggio in una bobina - uscì nelle sale cinematografiche statunitensi il 28 luglio 1913.